# Araneus circe
Araneus circe (Audouin, 1826) è un ragno appartenente alla famiglia Araneidae.

## Distribuzione
La specie è stata rinvenuta in diverse località della regione paleartica.

## Tassonomia
Non sono stati esaminati esemplari di questa specie dal 2009
Attualmente, a dicembre 2013, è nota una sola sottospecie:
- Araneus circe strandi (Kolosváry, 1935) — Ungheria